# Спрінгвілл Тауншип (округ Сасквеганна, Пенсільванія)
Спрінгвілл Тауншип (англ. Springville Township) — селище (англ. township) в США, в окрузі Сасквегенна штату Пенсільванія. Населення — 1467 осіб (2020).

## Демографія
Згідно з переписом 2010 року, у селищі мешкала 1641 особа в 631 домогосподарстві у складі 474 родин. Було 720 помешкань
Расовий склад населення:
| - 99,0 % — білих - 0,2 % — чорних або афроамериканців - 0,2 % — азіатів - 0,1 % — корінних американців |

До двох чи більше рас належало 0,3 %. Частка іспаномовних становила 1,0 % від усіх жителів.
За віковим діапазоном населення розподілялося таким чином: 21,6 % — особи молодші 18 років, 61,6 % — особи у віці 18—64 років, 16,8 % — особи у віці 65 років та старші. Медіана віку мешканця становила 43,5 року. На 100 осіб жіночої статі у селищі припадало 97,0 чоловіків;  на 100 жінок у віці від 18 років та старших — 101,6 чоловіків також старших 18 років.
Середній дохід на одне домашнє господарство  становив 62 388 доларів США (медіана — 52 721), а середній дохід на одну сім'ю — 70 648 доларів (медіана — 59 750). За межею бідності перебувало 12,7 % осіб, у тому числі 20,3 % дітей у віці до 18 років та 4,4 % осіб у віці 65 років та старших.
Цивільне працевлаштоване населення становило 608 осіб. Основні галузі зайнятості: виробництво — 19,7 %, освіта, охорона здоров'я та соціальна допомога — 17,6 %, сільське господарство, лісництво, риболовля — 9,4 %, мистецтво, розваги та відпочинок — 8,6 %.